# Adnan Khashoggi
Adnan Khashoggi (tiếng Ả Rập: عدنان خاشقجي, IPA: [ʕædˈnæːn xæːˈʃuqdʒiː]; sinh ngày 25 tháng 7 năm 1935) là một doanh nhân người Saudi Ả Rập.  Ông ta nổi tiếng vì những hoạt động trong giới high society cả ở phương Tây và ở khối Ả Rập  với lối sài tiền phung phí, và dính líu tới những vụ buôn lậu vũ khí trong đó có vụ Iran–Contra và vụ hối lộ Lockheed. Lúc ông ta giàu có nhất vào khoảng đầu thập niên 80 thế kỷ trước, với 40 tỷ USD được xem như là một trong những người giàu có nhất thế giới.

1986 ông ta bị buộc tội, là người dàn xếp trong vụ buôn bán vũ khí Iran-Contra, 1989 chính quyền Thụy Sĩ đã bắt ông theo lời yêu cầu của chính phủ Hoa Kỳ, bởi vì ông ta đã giúp đỡ nhà độc tài người Philippines Ferdinand Marcos trong những buôn bán bất hợp pháp dùng tiền nhà nước bị biển thủ. Vào ngày 2 tháng 7 năm 1990 một tòa án tại New York đã tuyên bố là ông vô tội. Từ đó ông ta hầu như không còn xuất hiện trước công chúng nữa. Lần xuất hiện công cộng cuối cùng là lần tham dự một cuộc họp kinh tế thượng đỉnh vào tháng 11 năm 1994 tại Casablanca.

## Học vấn
Khashoggi sinh ra ở Mecca, con trai của Muhammad Khashoggi, người gốc Thổ, và là bác sĩ riêng của vua Ả Rập Saudi Abdul Aziz Al Saud. Gia đình ông gốc Thổ và Syria,. Chị hay em của Adnan Khashoggi, Samira Khashoggi Fayed lấy ông Mohammed Al-Fayed và là mẹ của Dodi Fayed. Một chị em khác, bà Soheir Khashoggi, là một nhà văn Ả Rập nổi tiếng (Mirage, Nadia’s Song, Mosaic).

Khashoggi đi học tại trường Victoria College, một trường dành cho giới thượng lưu ở Alexandria, Ai Cập,. Ở đây ông làm quen với cả ông vua tương lai Hussein của Jordan. Năm 1953 ông sang Hoa Kỳ học ngành kinh tế nhưng chỉ 3 khóa ở California State University, Chico, và một khóa ở Stanford. Khashoggi sau đó bỏ học theo đuổi con đường doanh nghiệp kiếm tiền.

## Sự nghiệp
Giữa thập niên 1950 ông trở về Ả Rập Saudi và trở thành một doanh nghiệp. Thành công đầu tiên là vào năm 1956 khi ông dàn xếp để quân đội Ả Rập Saudi mua xe vận tải Mỹ. Ông bắt đầu lên hương vào năm 1964 khi trở thành tổng đại diện cho những hiệu xe quốc tế như Chrysler, Fiat hay Rolls-Royce ở Ả Rập Saudi.

Từ năm 1965 ông kiếm tiền bằng cách dàn xếp những vụ buôn bán vũ khí giữa các hãng xưởng lớn của Mỹ với các nước đang trên đà phát triển tại vùng vịnh Golf. Theo một bài tường thuật của một ủy ban điều tra thuộc thượng nghị viện Hoa Kỳ 80% những vụ cung cấp vũ khí của Hoa kỳ cho Ả Rập Saudi là có liên hệ với Khashoggi. Ông không những đại diện cho những hãng như Raytheon hay Lockheed, mà cả những nhà sản xuất của Pháp và Đức. Những vụ buôn bán được ông kiểm soát qua hãng được đăng ký ở Luxemburg có tên là Triad Holding Corporation, mà văn phòng thì ở Beirut. Ông cho hai người anh em vào làm việc. Năm 1974 ông lập ra tại Hoa Kỳ  hãng Triad America tại Salt Lake City để điều hành những thương vụ tại nước này.

Những kiểm soát quốc tế về buôn bán vũ khí càng ngày càng nghiêm khắc hơn làm cho công việc của ông trở nên khó khăn từ thập niên 1970. Ông bắt đầu đầu tư vào bất động sản, ngân hàng và các hãng lọc dầu, tuy nhiên nhiều chương trình thất bại. Năm 1990 tờ báo Der Spiegel tính là tài sản của ông chỉ còn có  50 triệu US-Dollar. 
Những liên lạc xã hội bắt đầu chấm dứt từ khi vụ ông dính líu tới việc buôn bán vũ khí Iran-Contra được công bố. Ông đã trả tiền trước, để vũ khí được giao cho Iran. Sự nghiệp của ông như là một doanh nghiệp quốc tế hoàn toàn chấm dứt, khi ông bị buộc tội, đã giúp đỡ nhà độc tài Ferdinand Marcos trong những buôn bán bất hợp pháp. Vì vụ đó ông bị giam vài tháng tại nhà tù ở Thụy Sĩ.

## Gia đình
Vào thập niên 1960 Khashoggi cưới một phụ nữ người Anh Sandra Daly, lúc đó bà được 20 tuổi, mà sau đó đổi sang đạo hồi giáo và lấy tên là Soraya Khashoggi. Họ cùng có một người con gái (Nabila) và 4 người con trai (Mohammed, Khalid, Hussein, and Omar). Soraya đẻ thêm một người con gái nữa, Petrina Khashoggi, sau khi đã li dị với Khashoggi, nhưng sau này đã được thử nghiệm DNA cho thấy đó không phải là con của Adnan, mà là của Jonathan Aitken.

Người vợ thứ hai là người Ý, Laura Biancolini, cũng đổi sang đạo hồi giáo và đổi tên thành Lamia Khashoggi. Bà lúc đó chỉ là một thiếu nữ 17 tuổi khi gặp Adnan và cùng có với ông một đứa con trai vào năm 1980, tên Ali.